# Унда (село)
Унда — село в Балейском районе Забайкальского края России. Административный центр сельского поселения «Ундинское».

## География
Село находится в северо-восточной части Балейского района, на берегу реки Унда, на расстоянии примерно 25 км на северо-восток от города Балей, административного центра района.
Климат
Климат характеризуется как резко континентальный с продолжительной холодной малоснежной зимой. Абсолютный минимум температуры воздуха самого холодного месяца (января) составляет −45,5 °C; абсолютный максимум самого тёплого месяца (июля) — 39,2 °C. Среднегодовое количество атмосферных осадков составляет 308,3 мм.
Часовой пояс
Село Унда находится в часовой зоне МСК+6. Смещение применяемого времени относительно UTC составляет +9:00.

## История
Село основано в 1699 году приписанными к Нерчинскому сереброплавильному заводу крестьянами, которые в XIX веке были переведены в казачье сословие. В 1902 году население составляло 1973 человека. В 1930 году село было одним из центров крестьянских выступлений. В советское время работали колхоз им. Лазо, совхоз «Ундинский». 

## Население
| 1902 | 1989  | 2002  | 2010 | 2021 |
| ---- | ----- | ----- | ---- | ---- |
| 1973 | ↘1231 | ↘1134 | ↘959 | ↘794 |

Национальный состав
Согласно результатам переписи 2002 года, в национальной структуре населения русские составляли 99 % из 1134 чел.

## Инфраструктура
В селе функционируют средняя общеобразовательная школа, детский сад, фельдшерско-акушерский пункт, дом культуры и библиотека, пилорама, лесничество и фермерское хозяйство.